# Adlan Cruz

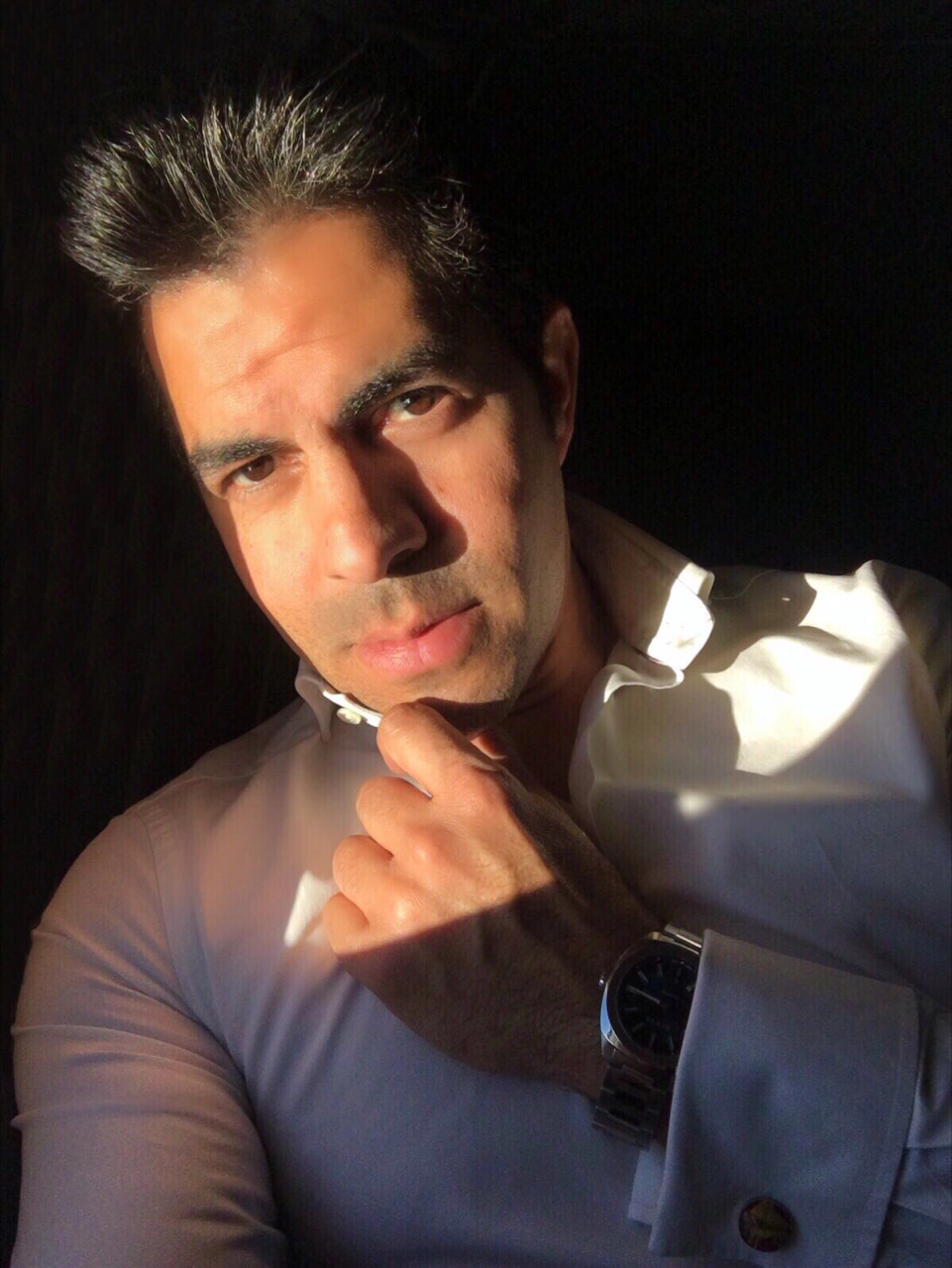
Adlan Cruz

Adlan Cruz, född 28 november 1968 i Bayamón i Puerto Rico, är kompositör och musikproducent.

## Biografi
Cruz började spela piano på gehör då han var tre år. Han släppte sitt första album 1989. Han har en examen från Hartt School i Connecticut. Hans studier var finansierade med ett stipendium som han fått av den förre puertoricanske guvernören, filantropen och pianisten Luis A. Ferré, som han tidigt imponerade på med sin talang.
Cruz sponsrar en privat stiftelse till förmån för de unga i Brasilien. Som del av sitt världsomspännande konsertschema över åren, spelade Cruz live inför 3,4 miljoner åskådare i Lagos i Nigeria i december år 2000. Tidigt under 2009 spelade han in sin nionde cd i San Juan i Puerto Rico.